# Lille Esbønderup
Lille Esbønderup er en landsby i Tikøb Sogn, Lynge-Kronborg Herred i det tidligere Frederiksborg Amt. Lille Esbønderup ligger mellem Tikøb og Fredensborg.
Lille Esbønderup havde i 1682 4 gårde og 1 hus uden jord. Det samlede dyrkede areal var 98,6 tønder land, skyldsat til 17,86 tdr. hartkorn. Dyrkningsformen var trevangsbrug.